# Los Numerosos Nadies
Los Numerosos Nadies es un disco del cantautor mexicano Gerardo Pablo, grabado durante el 2007 y publicado a principios del 2008. 
El material discográfico está basado en la obra del escritor uruguayo Eduardo Galeano. De ahí el título, haciendo referencia al texto Los nadies publicado en el Libro de los abrazos.

## Temática
El disco contiene 13 canciones, en ellas se abordan temas sociales principalmente y en menor cantidad los de introspección y temas románticos.
Los temas For a stereo y Tras la memoria cuentan con la participación vocal del escritor uruguayo  Eduardo Galeano.
El diseño gráfico del disco cuenta con algunos textos de Galeano como una explicación a la temática de las canciones.

## Canciones
1. For a stereo
2. Ojos nuevos
3. Cascabel
4. Mìstica No. 1
5. Làgrimas
6. Los numerosos nadies
7. Caminante
8. Entre tu llegada y yo
9. Amar a todo
10. Serpientes y escaleras
11. Algún recuerdo
12. Tras la memoria
13. Retrato

- Datos: Q5980088